# Pyrsógianni
Pyrsógianni (Pyrsogianni) är en ort i Grekland.   Den ligger i prefekturen Nomós Ioannínon och regionen Epirus, i den nordvästra delen av landet, 300 km nordväst om huvudstaden Aten. Pyrsógianni ligger 610 meter över havet och antalet invånare är 119.
Terrängen runt Pyrsógianni är kuperad västerut, men österut är den bergig. Pyrsógianni ligger nere i en dal. Runt Pyrsógianni är det glesbefolkat, med 9 invånare per kvadratkilometer. Närmaste större samhälle är Kónitsa, 18,8 km söder om Pyrsógianni. I omgivningarna runt Pyrsógianni växer i huvudsak blandskog.